# Mareuil en Périgord
Pour les articles homonymes, voir Mareuil.
Mareuil en Périgord est une commune française située dans le département de la Dordogne, en région Nouvelle-Aquitaine. Elle a été créée le 1er janvier 2017 sous le statut de commune nouvelle et regroupe les anciennes communes Beaussac, Champeaux-et-la-Chapelle-Pommier, Les Graulges, Léguillac-de-Cercles, Mareuil, Monsec, Puyrenier, Saint-Sulpice-de-Mareuil et Vieux-Mareuil.
C'est la commune la plus étendue du département.

## Géographie

### Généralités
La commune nouvelle de Mareuil en Périgord regroupe les neuf anciennes communes de Beaussac, Champeaux-et-la-Chapelle-Pommier, Les Graulges, Léguillac-de-Cercles, Mareuil, Monsec, Puyrenier, Saint-Sulpice-de-Mareuil et Vieux-Mareuil. Son chef-lieu se situe à Mareuil.
Avec plus de 150 km2, c'est la commune la plus étendue du département. C'est une commune rurale baignée par la Nizonne et son affluent la Belle.
Au croisement des routes départementales (RD) 99, 708, 939 et 939E1, le bourg de Mareuil est bordé par la Belle. Il se situe, en distances orthodromiques, dix-huit kilomètres au nord-ouest de Brantôme et dix-neuf kilomètres au sud-ouest de Nontron.
La commune est également desservie par les RD 84, 87, 93 et 100E2.
Entre Gout-Rossignol et Sainte-Croix-de-Mareuil à l'ouest et Brantôme en Périgord au sud-est, le sentier de grande randonnée GR 36 traverse le territoire communal sur près de vingt-cinq kilomètres.
| Carte de Mareuil en Périgord et de ses communes constitutives. |

### Communes limitrophes
Commune la plus étendue du département, Mareuil en Périgord est aussi celle qui a le plus de communes limitrophes : dix-sept, dont Brantôme en Périgord à l'est en deux endroits disjoints séparés par Saint-Félix-de-Bourdeilles, et trois dans le département de la Charente.

### Géologie et relief

#### Géologie
Situé sur la plaque nord du Bassin aquitain et bordé à son extrémité nord-est par une frange du Massif central, le département de la Dordogne présente une grande diversité géologique. Les terrains sont disposés en profondeur en strates régulières, témoins d'une sédimentation sur cette ancienne plate-forme marine. Le département peut ainsi être découpé sur le plan géologique en quatre gradins différenciés selon leur âge géologique. Mareuil en Périgord est située dans le troisième gradin à partir du nord-est, un plateau formé de calcaires hétérogènes du Crétacé.
Les couches affleurantes sur le territoire communal sont constituées de formations superficielles du Quaternaire et de roches sédimentaires datant pour certaines du Cénozoïque, et pour d'autres du Mésozoïque. La formation la plus ancienne, notée j3-4, date du Bathonien supérieur au Callovien, composée de calcaire cryptocristallin, localement crayeux. La formation la plus récente, notée CFp, fait partie des formations superficielles de type colluvions indifférenciées de versant, de vallon et plateaux issues d'alluvions, molasses, altérites. Le descriptif de ces couches est détaillé dans  la feuille « no 734 - Nontron » de la carte géologique au 1/50 000 de la France métropolitaine, et sa notice associée.

Carte géologique de Mareuil en Périgord.

#### Relief et paysages
Le département de la Dordogne se présente comme un vaste plateau incliné du nord-est (491 m, à la forêt de Vieillecour dans le Nontronnais, à Saint-Pierre-de-Frugie) au sud-ouest (2 m à Lamothe-Montravel). L'altitude du territoire communal varie quant à elle entre 98 m et 251 m.
Dans le cadre de la Convention européenne du paysage entrée en vigueur en France le 1er juillet 2006, renforcée par la loi du 8 août 2016 pour la reconquête de la biodiversité, de la nature et des paysages, un atlas des paysages de la Dordogne a été élaboré sous maîtrise d’ouvrage de l’État et publié en octobre 2020. Les paysages du département s'organisent en huit unités paysagères et 14 sous-unités. La commune fait partie du Périgord central, un paysage vallonné, aux horizons limités par de nombreux bois, plus ou moins denses, parsemés de prairies et de petits champs.
La superficie cadastrale de la commune publiée par l'Insee, qui sert de référence dans toutes les statistiques, est de 150,48 km2,.

### Hydrographie

#### Réseau hydrographique
La commune est située dans le bassin de la Dordogne au sein du Bassin Adour-Garonne. Elle est drainée par la Nizonne, le ruisseau de Bretanges, le ruisseau de Beaussac, la Belle, le Boulou, le ruisseau de l'Étang Rompu, le Jallieu, la Sandonie et divers petits cours d'eau, qui constituent un réseau hydrographique de 90 km de longueur totale.
La Nizonne, appelée Lizonne dans sa partie aval, d'une longueur totale de 60,49 km, prend sa source dans la commune de Sceau-Saint-Angel et se jette ans la Dronne en rive droite, en limite d'Allemans et de Saint-Séverin, face à la commune de Bourg-du-Bost,. Elle traverse la commune du nord-est au nord-ouest sur vingt kilomètres, passant par le bourg de Champeaux, formant de très nombreux bras et servant de limite naturelle sur huit kilomètres, en cinq tronçons, face à Rudeau-Ladosse et Sainte-Croix-de-Mareuil.
Affluent de rive droite de la Nizonne, le ruisseau de Bretanges prend sa source dans le nord-ouest de la commune près du lieu-dit Poutignac (territoire de l'ancienne commune de Beaussac) et baigne la commune sur plus de trois kilomètres et demi.
Autre affluent de rive droite de la Nizonne, le ruisseau de Beaussac sert de limite territoriale sur plus de deux kilomètres et demi, face à Rudeau-Ladosse.
La Belle, d'une longueur totale de 15,59 km, prend sa source sur la commune au lieu-dit les Minières (territoire de l'ancienne commune de Monsec) et se jette dans un bras de la Nizonne en rive gauche sur la commune de Sainte-Croix-de-Mareuil, face à la commune de Combiers,. Elle arrose la commune d'est en ouest sur plus de quatorze kilomètres.
Affluent de rive droite de la Belle, le ruisseau de Fongenade, ou ruisseau de l'Étang Rompu dans sa partie aval, prend sa source sur la commune au sud-est du lieu-dit la Croix de Pinault (territoire de l'ancienne commune de Vieux-Mareuil) et baigne la commune sur plus de cinq kilomètres, formant une succession de cinq étangs.
Le Boulou, d'une longueur totale de 23,94 km, prend sa source dans la commune de Sceau-Saint-Angel et se jette dans la Dronne en rive droite en limite de Bourdeilles et de Creyssac,. Il sert de limite naturelle sur 700 mètres au sud-est, face à Brantôme en Périgord (territoire de l'ancienne commune de La Gonterie-Boulouneix).
Affluent de rive droite du Boulou, le Jallieu prend sa source près du lieu-dit Laubanélie, dans le sud-est de la commune qu'il arrose sur plus d'un kilomètre.
La Sandonie, d'une longueur totale de 9,76 km, prend sa source dans la commune, près du lieu-dit Jovelle (territoire de l'ancienne commune de Léguillac-de-Cercles) et se jette dans l'Euche en rive gauche, en limite de Paussac-et-Saint-Vivien et de Saint-Just,. Elle baigne le territoire communal sur quatre kilomètres et demi.

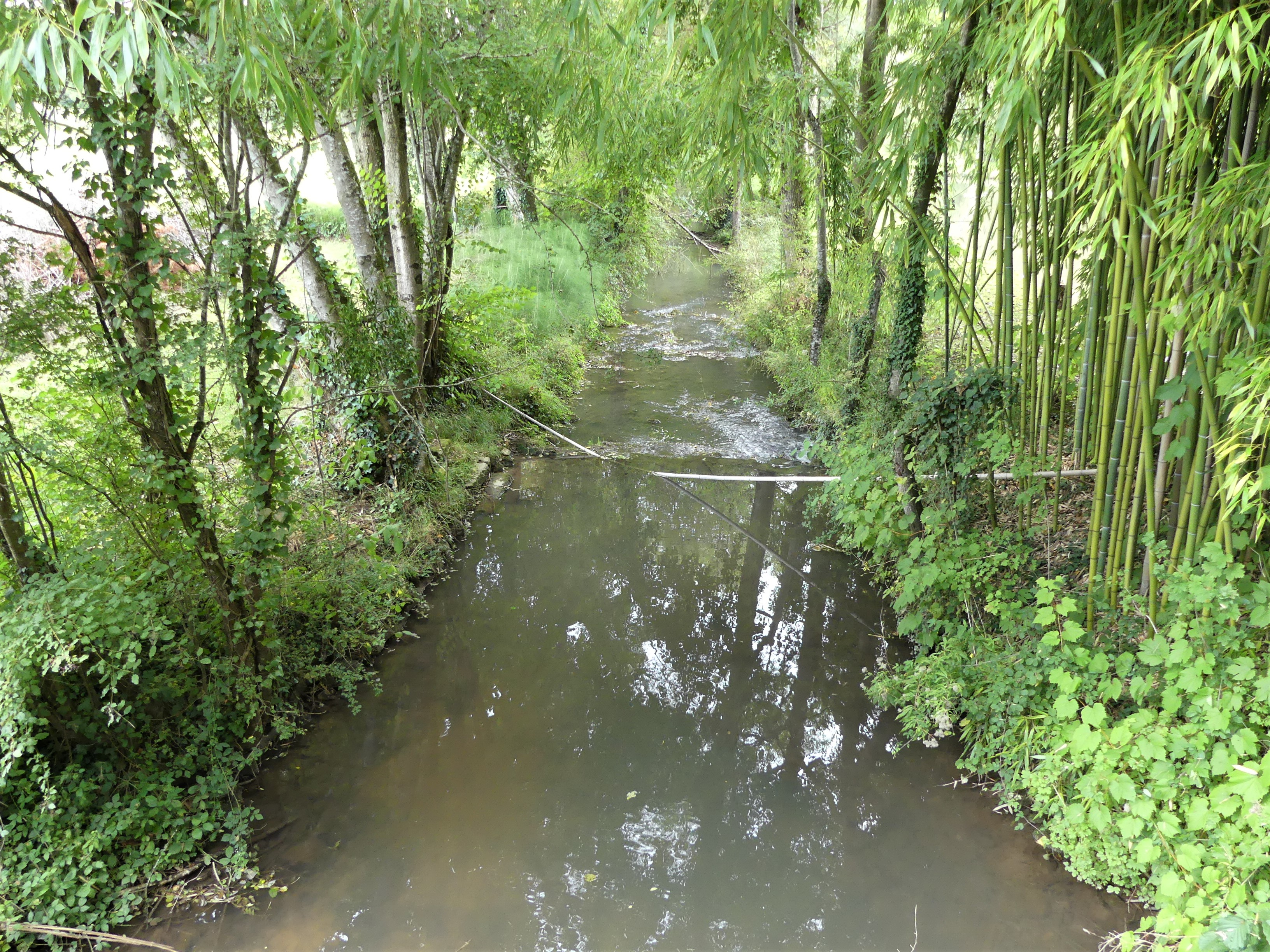
La Nizonne au pont de la route départementale 99, en limite de Sainte-Croix-de-Mareuil et de l'ancienne commune des Graulges.
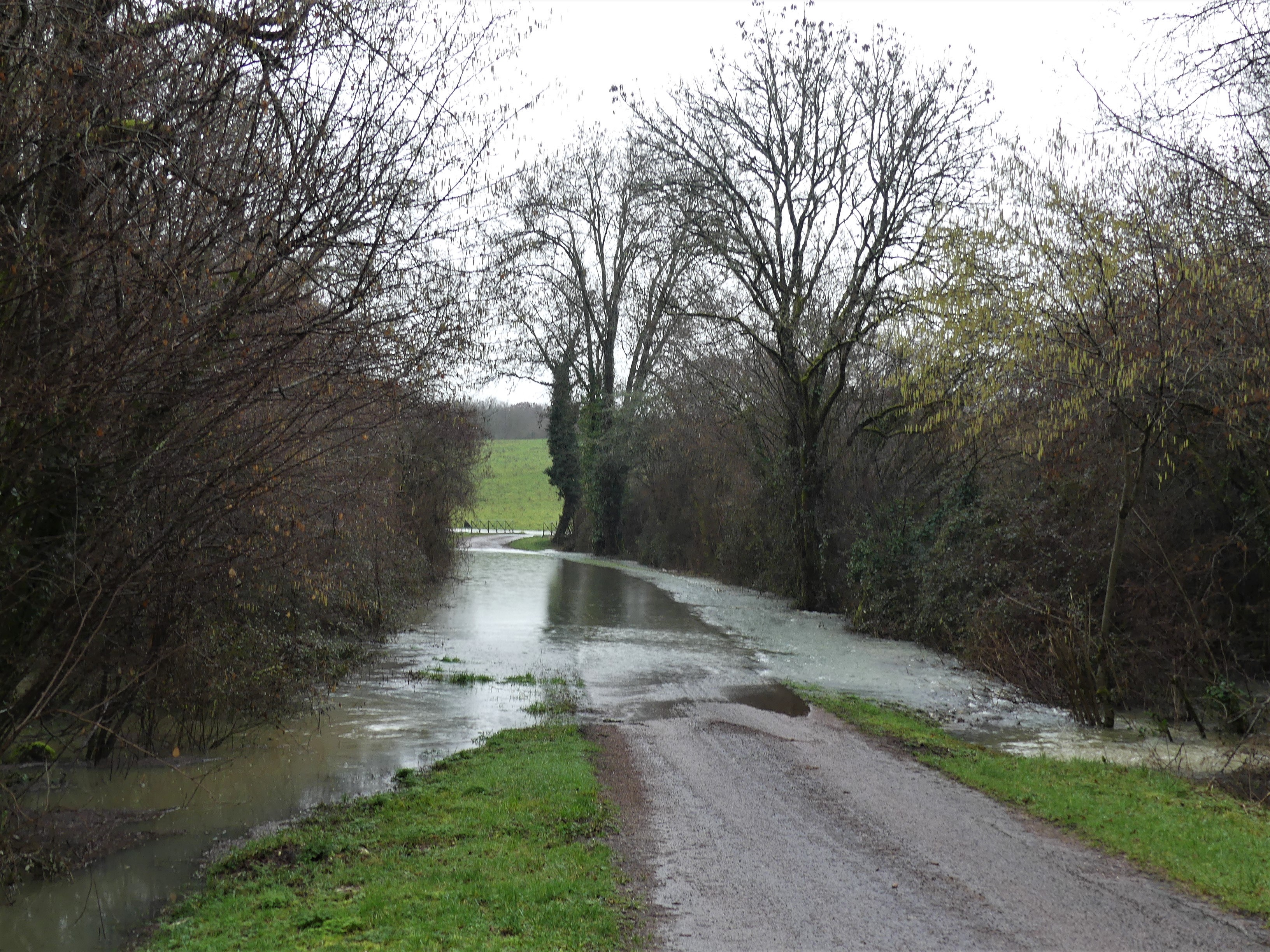
La Nizonne en crue passe par dessus la route menant de Puyloubard à Nanchères, lieu-dit la Papetterie, en limite des anciennes communes de Beaussac et Puyrenier.
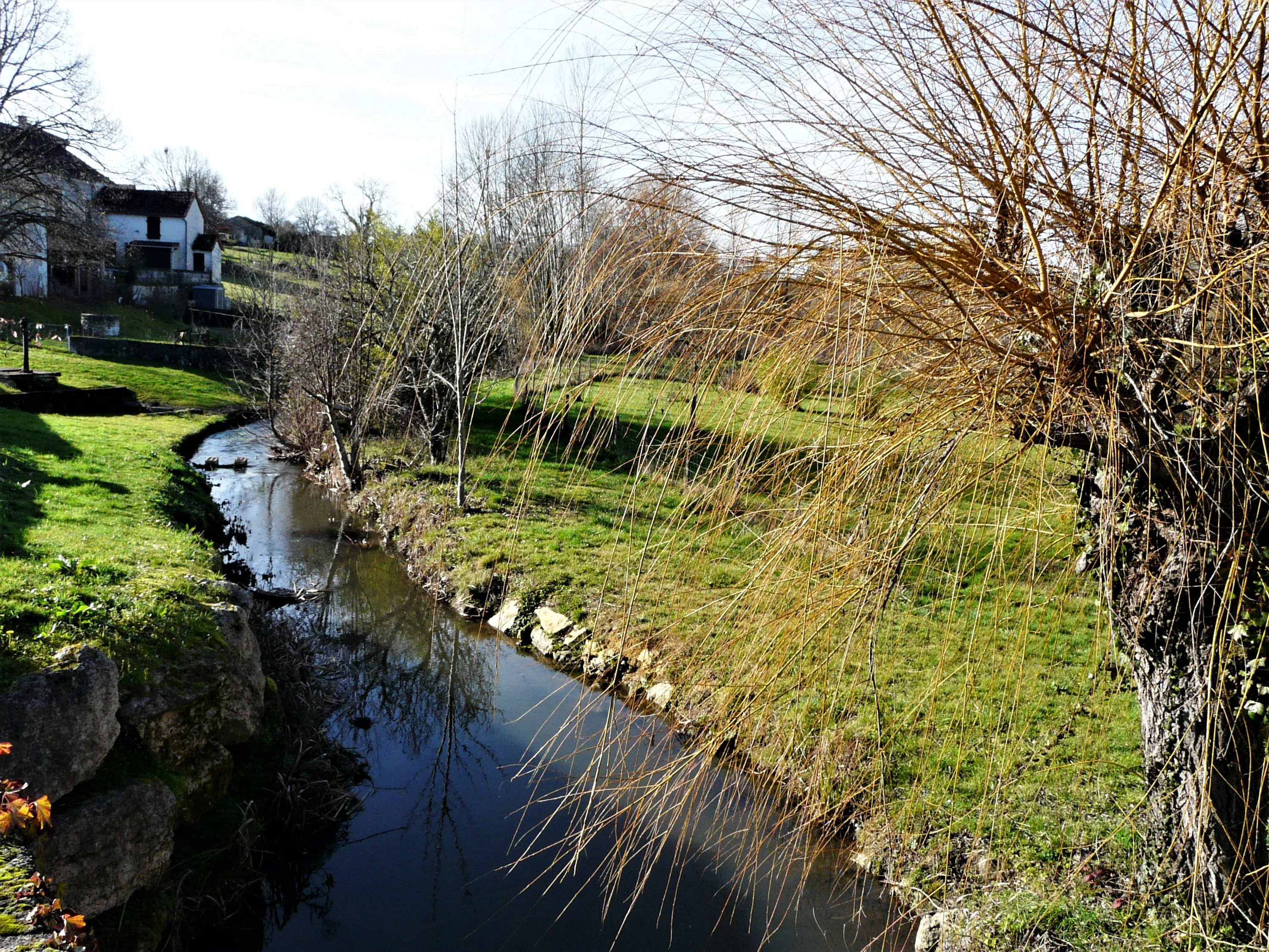
La Belle en contrebas du bourg de Monsec.
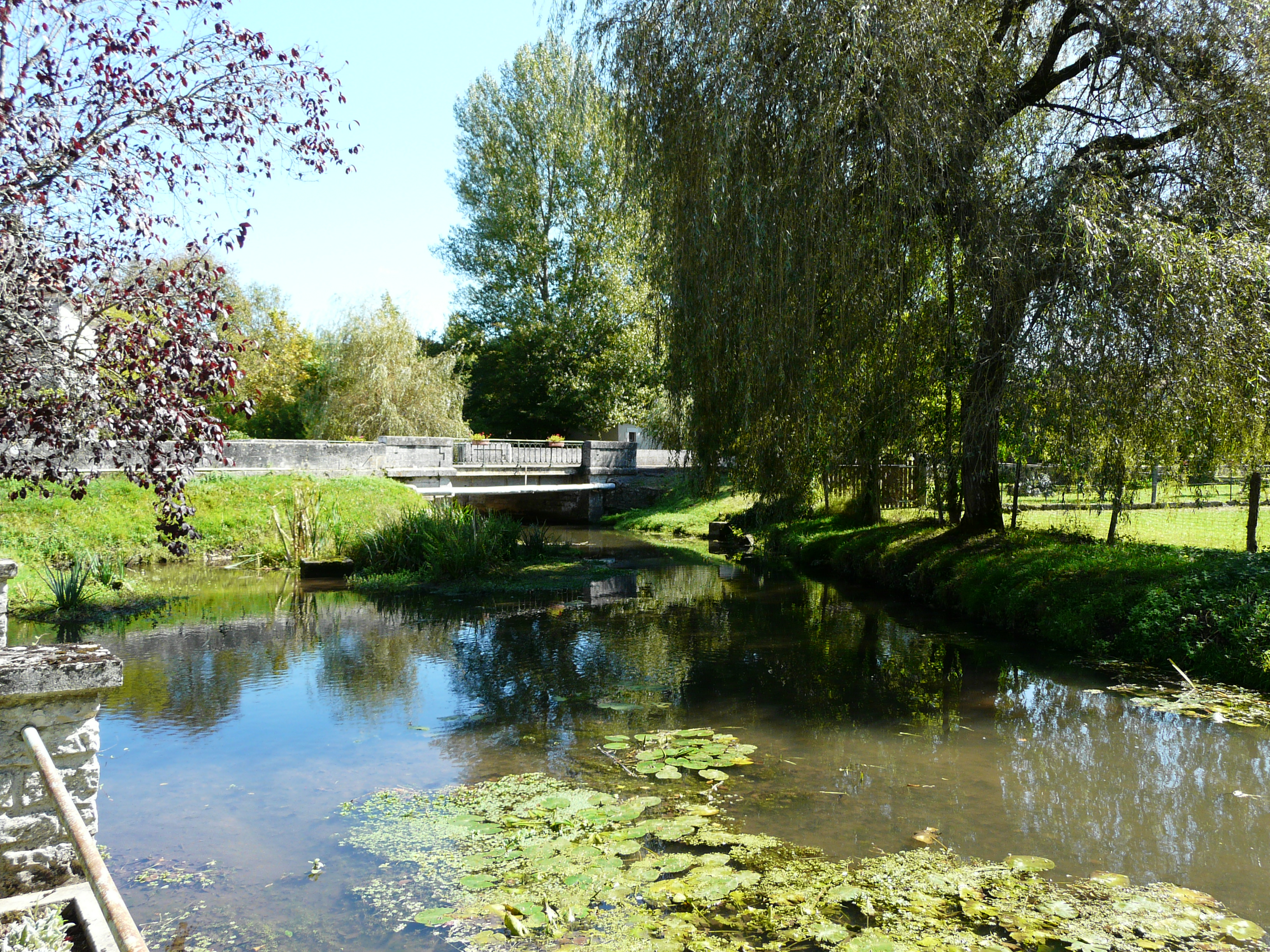
La Belle à Vieux-Mareuil.
Réseaux hydrographique et routier de Mareuil en Périgord.

#### Gestion et qualité des eaux
Le territoire communal est couvert par le schéma d'aménagement et de gestion des eaux (SAGE) « Isle - Dronne ». Ce document de planification, dont le territoire regroupe les bassins versants de l'Isle et de la Dronne, d'une superficie de 7 500 km2, a été approuvé le 2 août 2021. La structure porteuse de l'élaboration et de la mise en œuvre est l'établissement public territorial de bassin de la Dordogne (EPIDOR). Il définit sur son territoire les objectifs généraux d’utilisation, de mise en valeur et de protection quantitative et qualitative des ressources en eau superficielle et souterraine, en respect des objectifs de qualité définis dans le troisième SDAGE  du Bassin Adour-Garonne qui couvre la période 2022-2027, approuvé le 10 mars 2022.
La qualité des eaux de baignade et des cours d’eau peut être consultée sur un site dédié géré par les agences de l’eau et l’Agence française pour la biodiversité.

### Climat
Pour des articles plus généraux, voir Climat de la Nouvelle-Aquitaine et Climat de la Dordogne.
Historiquement, la commune est exposée à un climat océanique aquitain.  
En 2020, Météo-France publie une typologie des climats de la France métropolitaine dans laquelle la commune est exposée à un climat océanique altéré et est dans la région climatique  Aquitaine, Gascogne, caractérisée par une pluviométrie abondante au printemps, modérée en automne, un faible ensoleillement au printemps, un été chaud (19,5 °C), des vents faibles, des brouillards fréquents en automne et en hiver et des orages fréquents en été (15 à 20 jours).
Pour la période 1971-2000, la température annuelle moyenne est de 12,4 °C, avec  une amplitude thermique annuelle de 14,7 °C. Le cumul annuel moyen de précipitations est de 927 mm, avec 12,3 jours de précipitations en janvier et 6,7 jours en juillet. Pour la période 1991-2020, la température moyenne annuelle observée sur la station météorologique la plus proche, située sur la commune de Saint-Martial-Viveyrol à 14 km à vol d'oiseau, est de 13,3 °C et le cumul annuel moyen de précipitations est de 862,3 mm,. Pour l'avenir, les paramètres climatiques de la commune estimés pour 2050 selon différents scénarios d’émission de gaz à effet de serre sont consultables sur un site dédié publié par Météo-France en novembre 2022.

### Milieux naturels et biodiversité

#### Parc naturel
Parmi les neuf communes fondatrices de la commune nouvelle, sept font partie du parc naturel régional Périgord-Limousin. Seules Les Graulges et Mareuil en sont absentes.

#### ZNIEFF
La zone naturelle d'intérêt écologique, faunistique et floristique (ZNIEFF) de type I « Landes des Trois Pierres » qui s'étend sur 513 hectares est presque intégralement comprise dans le territoire de Mareuil en Périgord (anciennes communes de Champeaux-et-la-Chapelle-Pommier et de Monsec). Trois espèces déterminantes de rapaces y ont été recensées : le Busard cendré (Circus pygargus), le Busard des roseaux (Circus aeruginosus) et le Busard Saint-Martin (Circus cyaneus) et trois autres de plantes : Droséra à feuilles rondes (Drosera rotundifolia), Narthécie des marais (Narthecium ossifragum) et Trompette de Méduse (Narcissus bulbocodium),. De plus, quatre espèces de mammifères, 50 d'autres oiseaux et 73 autres plantes y ont été recensées.
Bordant le territoire de Léguillac-de-Cercles à l'est du lieu-dit Puygombert sur moins d'un kilomètre, le Boulou ainsi que sa vallée et ses coteaux forment une autre ZNIEFF de type I « Réseau hydrographique et coteaux du Boulou aval », présentant une importante variété faunistique sur Léguillac-de-Cercles et sept autres communes ou anciennes communes,.
Trente espèces déterminantes y sont répertoriées :
- dix insectes : l'Agrion de Mercure (Coenagrion mercuriale), l'Azuré de la faucille (Cupido alcetas), l'Azuré du serpolet (Phengaris arion), le Cordulégastre annelé (Cordulegaster boltonii), le Cuivré des marais (Lycaena dispar), le Damier de la succise (Euphydryas aurinia), le Gomphe vulgaire (Gomphus vulgatissimus), le Lepture erratique (Judolia erratica (en)), l'Onychogomphe à crochets (Onychogomphus uncatus) et le Petit mars changeant (Apatura ilia) ;
- sept mammifères : la Genette commune (Genetta genetta), la Loutre d'Europe (Lutra lutra), le Vison d'Europe (Mustela lutreola), ainsi que quatre espèces de chauves-souris : Grand rhinolophe (Rhinolophus ferrumequinum), Noctule commune (Nyctalus noctula), Petit rhinolophe (Rhinolophus hipposideros) et Vespertilion de Bechstein (Myotis bechsteinii) ;
- sept oiseaux : le Cincle plongeur (Cinclus cinclus), le Faucon pèlerin (Falco peregrinus), le Hibou moyen-duc (Asio otus), le Moineau soulcie (Petronia petronia), le Pic mar (Dendrocopos medius), le Pic noir (Dryocopus martius) et le Pigeon colombin (Columba oenas).
- les mêmes cinq amphibiens que dans la ZNIEFF amont : l'Alyte accoucheur (Alytes obstetricans), la Grenouille rousse (Rana temporaria), le Pélodyte ponctué (Pelodytes punctatus), la Rainette verte (Hyla arborea), le Sonneur à ventre jaune (Bombina variegata) et le Triton marbré (Triturus marmoratus) ;
- une tortue, la Cistude (Emys orbicularis).

Deux plantes rares :  la Colchique d'automne (Colchicum autumnale) et la Fritillaire pintade (Fritillaria meleagris), y sont également présentes.
De très nombreuses autres espèces animales ou végétales y ont été recensées : cinq amphibiens, cinq reptiles, 69 oiseaux, 307 insectes ainsi que 40 plantes.
Cette ZNIEFF, tout comme la ZNIEFF « Réseau hydrographique et coteaux du Boulou amont », fait partie d'une ZNIEFF de type II plus vaste « Vallée et coteaux du Boulou » représentant la quasi-totalité du cours du Boulou, depuis sa source jusqu'à la route départementale 106, 200 mètres avant sa confluence avec la Dronne,,.
La vallée du Boulou représente « un intérêt national » par la « richesse exceptionnelle » en espèces d'insectes — notamment en Lépidoptères et en Odonates — répertoriées dans ces trois ZNIEFF.
Hormis sur ses trois derniers kilomètres en aval, la Belle s'écoule sur le territoire de Mareuil en Périgord (anciennes communes de Monsec, Vieux-Mareuil et Mareuil). En tant qu'affluent de la Nizonne, la vallée de la Belle est protégée au titre de la zone naturelle d'intérêt écologique, faunistique et floristique (ZNIEFF) de type II « Vallée de la Nizonne »,.
Sa faune est constituée d'environ 250 espèces dont trente sont considérées comme déterminantes :
- vingt mammifères, dont la Loutre d'Europe (Lutra lutra), le Vison d'Europe (Mustela lutreola) et dix-huit espèces de chauves-souris : la Barbastelle d'Europe (Barbastella barbastellus), le Grand murin (Myotis myotis), le Grand rhinolophe (Rhinolophus ferrumequinum), le Minioptère de Schreibers (Miniopterus schreibersii), le Murin à moustaches (Myotis mystacinus), le Murin à oreilles échancrées (Myotis emarginatus), le Murin de Bechstein (Myotis bechsteinii), le Murin de Daubenton (Myotis daubentonii), le Murin de Natterer (Myotis nattereri), la Noctule commune (Nyctalus noctula), la Noctule de Leisler (Nyctalus leisleri), l'Oreillard gris (Plecotus austriacus), l'Oreillard roux (Plecotus auritus), le Petit murin (Myotis blythii), le Petit rhinolophe (Rhinolophus hipposideros), la Pipistrelle de Kuhl (Pipistrellus kuhlii), la Pipistrelle de Nathusius (Pipistrellus nathusii) et la Sérotine commune (Eptesicus serotinus) ;
- sept insectes dont quatre papillons : l'Azuré de la croisette (Phengaris rebeli), l'Azuré de la sanguisorbe (Phengaris teleius), le Cuivré des marais (Lycaena dispar), le Fadet des laîches (Coenonympha oedippus), et trois libellules : l'Agrion de Mercure (Coenagrion mercuriale), la Cordulie à corps fin (Oxygastra curtisii) et le Gomphe de Graslin (Gomphus graslinii) ;
- deux amphibiens, la Rainette verte (Hyla arborea) et le Triton marbré (Triturus marmoratus) ;
- un reptile : la Cistude d'Europe (Emys orbicularis).

Sa flore est également constituée de plus de deux cents espèces de plantes, dont neuf sont considérées comme déterminantes : la Fritillaire pintade (Fritillaria meleagris), la Gentiane des marais (Gentiana pneumonanthe), l'Hélianthème blanc (Helianthemum canum), l'Orchis à fleurs lâches (Anacamptis laxiflora), l'Orpin de Nice (Sedum sediforme), le Pigamon jaune (Thalictrum flavum), la Sabline des chaumes (Arenaria controversa), le Scirpe des bois (Scirpus sylvaticus) et l'Utriculaire citrine (Utricularia australis).
Sous-ensemble de la ZNIEFF précédente, la vallée de la Belle est une ZNIEFF de type I,. 
Deux espèces déterminantes y ont été identifiées, un mammifère : le Vison d'Europe, et une plante : la Fritillaire pintade.
Une autre ZNIEFF de type I « Coteaux calcaires des bords de la Nizonne et de la Belle » présente des pelouses calcaires, où s'épanouissent plus de 160 espèces de plantes dont plusieurs sont considérées comme déterminantes : la Cardoncelle (Carduncellus mitissimus), l'Euphorbe de Séguier (Euphorbia seguieriana), le Fumana à tiges retombantes (Fumana procumbens), l'Hélianthème blanc (Helianthemum canum), la Laîche humble (Carex humilis), l'Orpin de Nice (Sedum sediforme), la Sabline des chaumes  (Arenaria controversa) et le Thésium couché (Thesium humifusum), et dix-huit espèces d'orchidées terrestres : la Céphalanthère rouge Cephalanthera rubra, l'Homme-pendu (Orchis anthropophora), le Limodore à feuilles avortées (Limodorum abortivum), la Listère à feuilles ovales (Neottia ovata), l'Orchis bouc (Himantoglossum hircinum), l'Orchis bouffon (Anacamptis morio), l'Orchis brûlé (Neotinea ustulata), l'Orchis guerrier (Orchis militaris), l'Orchis mâle (Orchis mascula), l'Orchis moucheron (Gymnadenia conopsea), l'Orchis pyramidal (Anacamptis pyramidalis), l'Orchis pourpre (Orchis purpurea), l'Ophrys abeille (Ophrys apifera), l'Ophrys araignée (Ophrys sphegodes), l'Ophrys bourdon (Ophrys fuciflora), l'Ophrys brun (Ophrys fusca), l'Ophrys mouche (Ophrys insectifera) et la Platanthère à fleurs verdâtres (Platanthera chlorantha). Sur Beaussac, l'ensemble des coteaux de la Nizonne et du ruisseau de Beaussac concernés par cette ZNIEFF s'étend sur environ deux kilomètres carrés d'un seul tenant, à leur confluence.
Riveraine de la Nizonne, une mince bande de près de deux kilomètres carrés s'étendant depuis Champeaux-et-la-Chapelle-Pommier jusqu'aux Graulges, fait partie d'une autre ZNIEFF de type I « Marais alcalins de la vallée de la Nizonne », dans laquelle ont été recensées douze espèces déterminantes d'animaux : l'Agrion de Mercure (Coenagrion mercuriale), l'Azuré de la croisette (Phengaris rebeli), l'Azuré de la sanguisorbe (Phengaris teleius), la Cistude (Emys orbicularis), la Cordulie à corps fin (Oxygastra curtisii), le Cuivré des marais (Lycaena dispar), le Fadet des laîches (Coenonympha oedippus), le Gomphe de Graslin (Gomphus graslinii), la Loutre d'Europe (Lutra lutra), la Rainette verte (Hyla arborea), le Triton marbré (Triturus marmoratus) et le Vison d'Europe (Mustela lutreola), ainsi que cinq espèces déterminantes de plantes : la Fritillaire pintade (Fritillaria meleagris), la Gentiane des marais (Gentiana pneumonanthe), le Pigamon jaune (Thalictrum flavum), la Sagittaire à feuilles en flèche (Sagittaria sagittifolia) et l'Utriculaire citrine (Utricularia australis). Par ailleurs, 160 autres espèces animales et 156 autres espèces végétales y ont été répertoriées.

#### Natura 2000
Dans leur traversée de la commune, la Nizonne, la Belle (en aval du bourg de Mareuil) et leurs vallées font partie d'une zone du réseau Natura 2000 également appelée « Vallée de la Nizonne » avec vingt espèces animales inscrites à l'annexe II de la directive 92/43/CEE de l'Union européenne :
- sept insectes : l'Agrion de Mercure (Coenagrion mercuriale), l'Azuré de la sanguisorbe (Phengaris teleius), la Cordulie à corps fin (Oxygastra curtisii), le Cuivré des marais (Lycaena dispar), le Damier de la succise (Euphydryas aurinia), le Fadet des laîches (Coenonympha oedippus) et le Gomphe de Graslin (Gomphus graslinii) ;
- dix mammifères : la Loutre d'Europe (Lutra lutra), le Vison d'Europe (Mustela lutreola), et huit chauves-souris : la Barbastelle d'Europe (Barbastella barbastellus), le Grand murin (Myotis myotis), le Grand rhinolophe (Rhinolophus ferrumequinum), le Minioptère de Schreibers (Miniopterus schreibersii), le Murin à oreilles échancrées (Myotis emarginatus), le Murin de Bechstein (Myotis bechsteinii), le Petit murin (Myotis blythii) et le Petit rhinolophe (Rhinolophus hipposideros) ;
- deux poissons : le Chabot fluviatile (Cottus perifretum) et la Lamproie de Planer (Lampetra  planeri) ;
- un reptile : la Cistude (Emys orbicularis).

## Urbanisme

### Typologie
Au 1er janvier 2024, Mareuil en Périgord est catégorisée commune rurale à habitat dispersé, selon la nouvelle grille communale de densité à 7 niveaux définie par l'Insee en 2022.
Elle est située hors unité urbaine et hors attraction des villes,.

### Villages, hameaux et lieux-dits
Outre les bourgs proprement dits des neuf communes fondatrices, le territoire se compose d'autres villages ou hameaux, ainsi que de lieux-dits détaillés sur les pages suivantes : Beaussac, Champeaux-et-la-Chapelle-Pommier, Les Graulges, Léguillac-de-Cercles, Mareuil, Monsec, Puyrenier, Saint-Sulpice-de-Mareuil et Vieux-Mareuil.

### Prévention des risques
Le territoire de la commune de Mareuil en Périgord est vulnérable à différents aléas naturels : météorologiques (tempête, orage, neige, grand froid, canicule ou sécheresse), feux de forêts, mouvements de terrains et séisme (sismicité faible). Un site publié par le BRGM permet d'évaluer simplement et rapidement les risques d'un bien localisé soit par son adresse soit par le numéro de sa parcelle.
Mareuil en Périgord est exposée au risque de feu de forêt. L’arrêté préfectoral du 14 mars 2013 fixe les conditions de pratique des incinérations et de brûlage dans un objectif de réduire le risque de départs d’incendie. À ce titre, des périodes sont déterminées : interdiction totale du 15 février au 15 mai et du 15 juin au 15 octobre, utilisation réglementée du 16 mai au 14 juin et du 16 octobre au 14 février. En septembre 2020, un plan inter-départemental de protection des forêts contre les incendies (PidPFCI) a été adopté pour la période 2019-2029,.

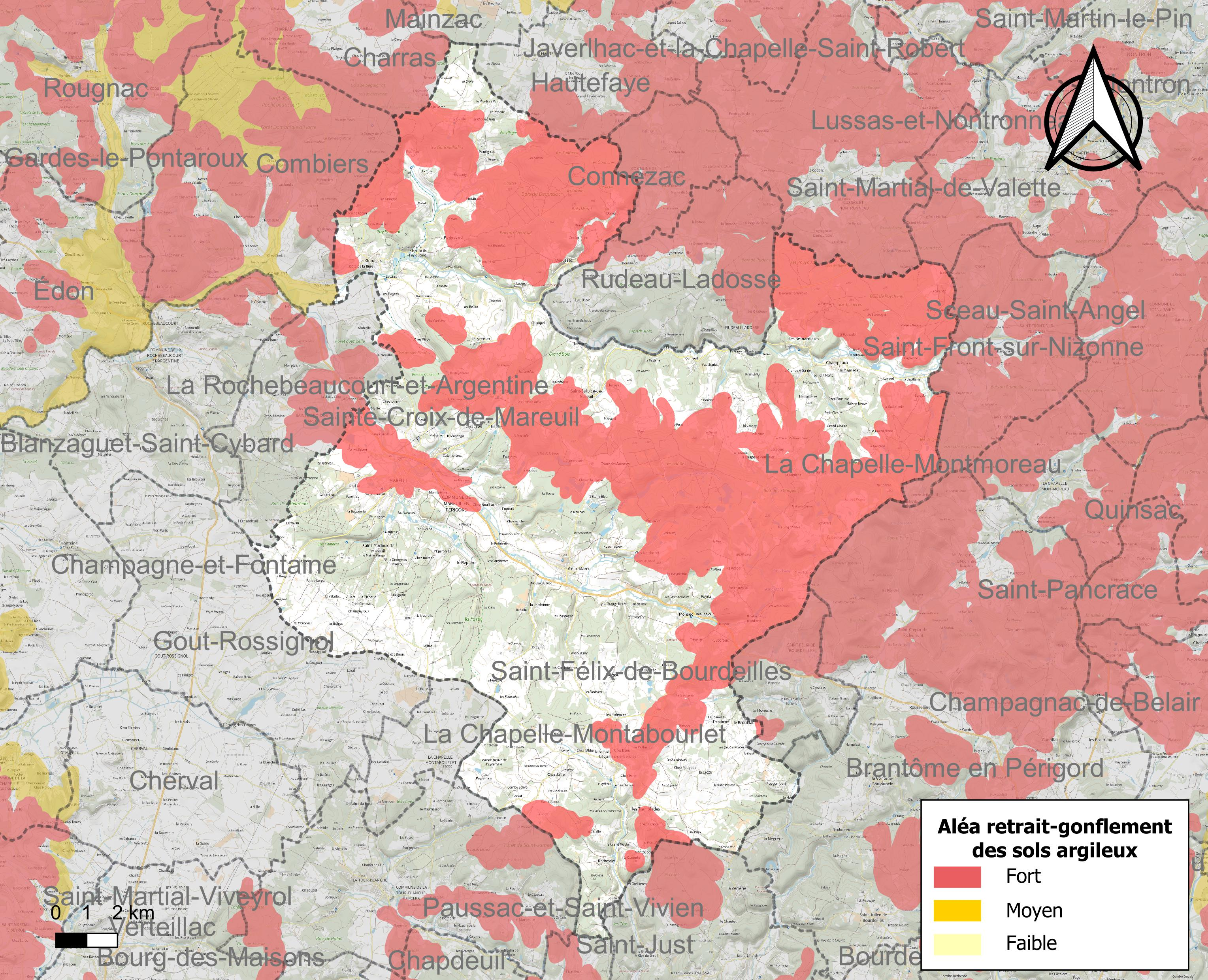
Carte des zones d'aléa retrait-gonflement des sols argileux de Mareuil en Périgord.

Les mouvements de terrains susceptibles de se produire sur la commune sont des affaissements et effondrements liés aux cavités souterraines (hors mines) et des tassements différentiels. Afin de mieux appréhender le risque d’affaissement de terrain, un inventaire national permet de localiser les éventuelles cavités souterraines sur la commune. Le retrait-gonflement des sols argileux est susceptible d'engendrer des dommages importants aux bâtiments en cas d’alternance de périodes de sécheresse et de pluie. 43,3 % de la superficie communale est en aléa moyen ou fort (58,6 % au niveau départemental et 48,5 % au niveau national métropolitain). Depuis le 1er octobre 2020, en application de la loi ÉLAN, différentes contraintes s'imposent aux vendeurs, maîtres d'ouvrages ou constructeurs de biens situés dans une zone classée en aléa moyen ou fort,.
La commune a été reconnue en état de catastrophe naturelle au titre des dommages causés par les inondations et coulées de boue survenues en 1982, 1983, 1986, 1993, 1999 et 2020, par la sécheresse en 1991, 1997, 2003, 2011 et 2019 et par des mouvements de terrain en 1999.

## Toponymie
Il convient de se reporter aux articles consacrés aux anciennes communes fusionnées.

## Histoire
Mareuil en Périgord est une commune nouvelle créée le 26 septembre 2016 pour une prise d'effet au 1er janvier 2017.

## Politique et administration

### Rattachements administratifs et électoraux
À sa création en 2017, la commune de Mareuil en Périgord dépend de l'arrondissement de Nontron.
Sur le plan électoral, elle dépend du canton de Brantôme,  qui prend le nom de canton de Brantôme en Périgord en 2020, et de la 3e circonscription législative.

### Intercommunalité
À sa création, Mareuil en Périgord fait partie de la communauté de communes Dronne et Belle.

### Communes fondatrices
| Nom                              | Code Insee | Intercommunalité   | Superficie (km2) | Population (dernière pop. légale) | Densité (hab./km2) |
| -------------------------------- | ---------- | ------------------ | ---------------- | --------------------------------- | ------------------ |
| Mareuil (siège)                  | 24253      | CC Dronne et Belle | 25,13            | 1 002 (2016)                      | 40                 |
| Beaussac                         | 24033      | CC Dronne et Belle | 18,05            | 165 (2016)                        | 9,1                |
| Champeaux-et-la-Chapelle-Pommier | 24099      | CC Dronne et Belle | 23,48            | 163 (2016)                        | 6,9                |
| Les Graulges                     | 24203      | CC Dronne et Belle | 4,13             | 61 (2016)                         | 15                 |
| Léguillac-de-Cercles             | 24235      | CC Dronne et Belle | 21,47            | 292 (2016)                        | 14                 |
| Monsec                           | 24283      | CC Dronne et Belle | 12,45            | 199 (2016)                        | 16                 |
| Puyrenier                        | 24344      | CC Dronne et Belle | 7,42             | 57 (2016)                         | 7,7                |
| Saint-Sulpice-de-Mareuil         | 24503      | CC Dronne et Belle | 11,35            | 112 (2016)                        | 9,9                |
| Vieux-Mareuil                    | 24579      | CC Dronne et Belle | 27,00            | 344 (2016)                        | 13                 |

### Administration municipale
Pendant une période courant jusqu'au prochain renouvellement des conseils municipaux (prévu en 2020), le conseil municipal de la nouvelle commune est constitué de 56 conseillers, répartis comme suit, compte tenu des populations de chaque commune :
- Mareuil : 14 sièges ;
- Vieux-Mareuil : 9 sièges ;
- Léguillac-de-Cercles : 8 sièges ;
- Monsec : 6 sièges ;
- Beaussac : 5 sièges ;
- Champeaux-et-la-Chapelle-Pommier : 4 sièges ;
- Saint-Sulpice-de-Mareuil : 4 sièges ;
- Les Graulges : 3 sièges ;
- Puyrenier : 3 sièges.

La population de la commune étant comprise entre 3 500 et 4 999 habitants au recensement de 2017, vingt-sept conseillers municipaux auraient dû être élus en 2020. Cependant, s'agissant du premier renouvellement du conseil municipal d'une commune nouvelle, le nombre de conseillers élus est celui de la strate supérieure (théoriquement vingt-neuf), mais qui ne peut être inférieur au tiers de l'addition des conseillers municipaux élus lors du précédent renouvellement général des conseils municipaux, conformément à l'article L. 2121-2, dans chaque commune regroupée avant la création de la commune nouvelle, arrondi à l'entier supérieur et augmenté d'une unité en cas d'effectif pair, ce qui se traduit par 33 conseillers municipaux (détail : 15 conseillers pour 1 commune + 11 conseillers pour 6 communes + 7 conseillers pour 2 communes = 95, divisé par 3 = 31,66, arrondi à l'unité supérieure = 32, arrondi au chiffre impair supérieur = 33).

### Liste des maires
| Période                          | Période  | Identité     | Étiquette | Qualité                                                       |
| -------------------------------- | -------- | ------------ | --------- | ------------------------------------------------------------- |
| janvier 2017 (réélu en mai 2020) | En cours | Alain Ouiste | SE        | Cadre technique retraité, Ancien maire de Mareuil (2005-2016) |

## Équipements et services publics

### Enseignement
Début 2025, la commune dispose de deux écoles primaires publiques, à Beaussac et au bourg de Mareuil. Pour la rentrée de septembre 2025, l'école de Beaussac ne rouvrira pas. La commune est également dotée d'un collège public, le collège Arnault-de-Mareuil.

### Justice
Dans le domaine judiciaire, Mareuil en Périgord relève : 
- du tribunal judiciaire, du tribunal pour enfants, du conseil de prud'hommes et du tribunal de commerce de Périgueux ;
- du pôle Nationalité du tribunal judiciaire de Périgueux (compétent uniquement dans le domaine de la nationalité) ;
- de la cour d'appel, du tribunal administratif et de la  cour administrative d'appel de Bordeaux.

## Population et société

### Démographie
L'évolution du nombre d'habitants est connue à travers les recensements de la population effectués dans la commune depuis sa création.

En 2022, la commune comptait 2 316 habitants.
| 2017  | 2022  |
| ----- | ----- |
| 2 342 | 2 316 |

### Sports
- Le Football-club Pays de Mareuil, en Régionale 3, fusionne à l'été 2022 avec Les Merles blancs du TSMB/Verteillac pour former un nouveau club : le Football-club La Tour/Mareuil/Verteillac (FCLTMV)[76].

### Manifestations culturelles et festivités
- En juin, sur trois jours, exposition de peinture et de sculpture les « Chevalets » (28e édition en 2025)[77].

## Économie

### Emploi
L'emploi est analysé ci-dessous selon qu'il affecte les habitants de Bassillac et Auberoche ou qu'il est proposé sur le territoire de la commune.

#### L'emploi des habitants
En 2016, sur le territoire correspondant à Mareuil en Périgord dans sa configuration de 2017, parmi la population communale comprise entre 15 et 64 ans, les actifs représentaient 943 personnes, soit 39,4 % de la population municipale. Il y avait 114 chômeurs, soit un taux de chômage de cette population active de 12,1 %.

#### L'emploi sur la commune
En 2016, sur ce même territoire, la commune offre 739 emplois pour une population de 2 395 habitants.
Répartition des emplois par domaines d'activité
|                     | Agriculture | Industrie | Construction | Commerce, transports et services | Administration publique, enseignement, santé, action sociale |
| ------------------- | ----------- | --------- | ------------ | -------------------------------- | ------------------------------------------------------------ |
| Nombre d'emplois    | 63          | 180       | 60           | 210                              | 227                                                          |
| Pourcentage         | 8,5 %       | 24,3 %    | 8,1          | 28,4 %                           | 30,7 %                                                       |
| Source des données. |             |           |              |                                  |                                                              |

Le secteur regroupant l'administration publique, l'enseignement, la santé et l'action sociale occupe une place prépondérante au sein de l'emploi de la commune (227 emplois, soit plus de 30 % du total), devant le secteur regroupant commerce, transports et services, avec 210 emplois (28,4 %).

### Établissements
Au 31 décembre 2015, la commune compte 294 établissements, dont 146 au niveau des commerces, transports ou services, 50 dans l'agriculture, la sylviculture ou la pêche, 35 relatifs au secteur administratif, à l'enseignement, à la santé ou à l'action sociale, 33 dans la construction, et 30 dans l'industrie.

### Entreprises
Tous secteurs confondus, parmi les entreprises dont le siège social est en Dordogne, la société « SELP » (fabrication de produits de consommation courante en matières plastiques) située à Mareuil en Périgord se classe en 35e position quant au chiffre d'affaires hors taxes en 2015-2016, avec 28 545 k€. Sur la même période, elle se classe en 5e position parmi les entreprises industrielles du département, et en ce qui concerne le chiffre d'affaires à l'exportation en 2015-2016, tous secteurs confondus, elle se classe en 6e position avec 16 621 k€.

## Culture locale et patrimoine

### Sites et monuments
- La grotte préhistorique de Fronsac ornée de gravures et de dessins datant du Paléolithique supérieur, classée au titre des monuments historiques depuis 2024[85], fermée au public.
- Le château de Mareuil.
- L'église Saint-Martin de Champeaux.
- L'église Saint-Sulpice de Saint-Sulpice-de-Mareuil.

## Pour approfondir